# Саратовський національний дослідницький університет імені М. Г. Чернишевського
Саратовський державний університет, Національний дослідницький Саратовський державний університет, Саратовський державний університет імені М. Г. Чернишевського (рос. Сара́товский госуда́рственный университе́т и́мени Н. Г. Черныше́вского, Национальный исследовательский Саратовский государственный университет) — найстаріший вищий навчальний заклад міста Саратова, один із найстаріших університетів у Росії. Заснований в 1909 році. Носить ім'я М. Г. Чернишевського. До Жовтневого перевороту 1917 р. мав назву Імператорський Миколаївський Саратовський Університет. Входить до Асоціації класичних університетів Росії. Має статус Національного дослідницького університету Росії.

## Історія

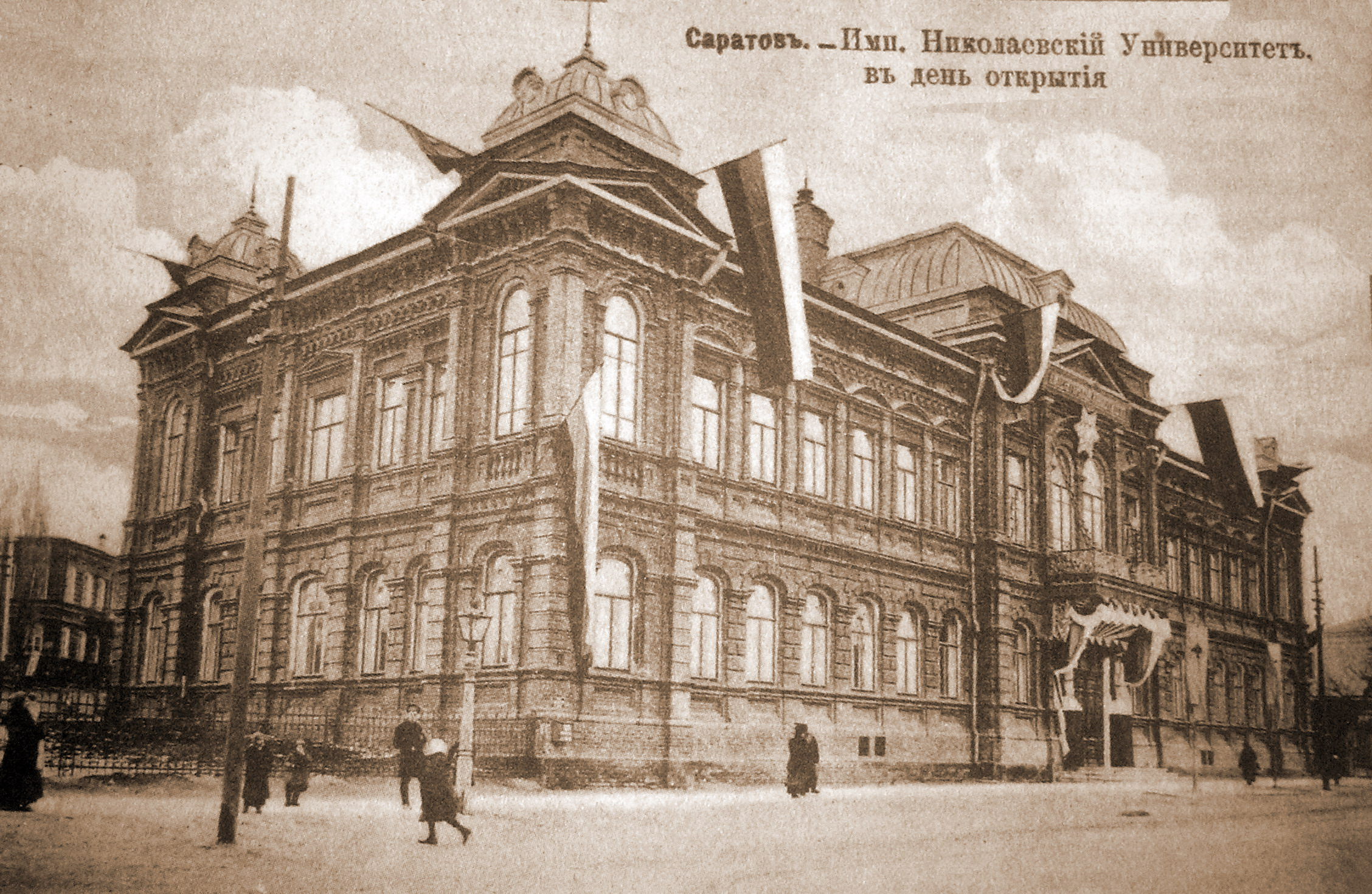
СДУ в день відкриття, 10 грудня 1909 р.

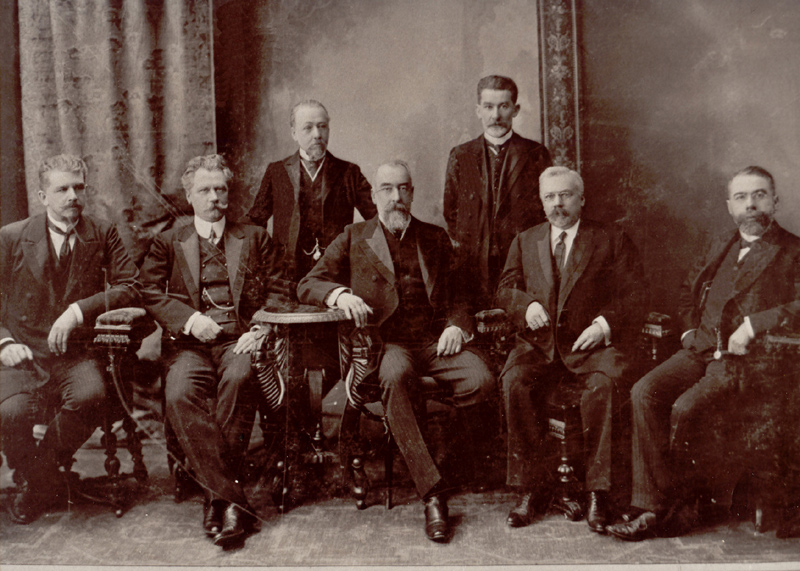
Комісія з утворення Саратовського університету. Сидять зліва направо: професор М. Г. Ушинський, професор Е. А. Незнамов, міністр народної освіти П. М. Кауфман, професор В. П. Амалицький, професор А. І. Щербаков; стоять: професор О. А. Жандр, професор І. П. Філевич (1907 р.)

Законопроєкт про відкриття університету в м. Саратові був затверджений імператором Миколою II 10 червня 1909 р.. Ця подія стала можливою завдяки наполегливості саратовської громадськості, адміністрації та прем'єр-міністра Столипіна П. А.. Навчальний заклад було відкрито 6 грудня 1909 р. як «Імператорський Миколаївський університет». Головний архітектор-будівельник навчальних корпусів університету — Мюфке К. Л.. Перші 8 років свого існування він складався тільки з одного факультету — медичного. Постановою Тимчасового уряду Російської імперії від 1 липня 1917 року було засновані фізико-математичний, історико-філологічний і юридичний факультети. У жовтня 1923 р. університет був перейменований на Саратовський державний університет імені М. Г. Чернишевського.
Перший ректор університету — Розумовський Василь Іванович — лікар, вчений і громадський діяч. В університеті працював лікар і мемуарист Петро Карлович Галлер. З 1918 р. до 1921 р. на агрономічному факультеті працював засновник російської генетики Вавилов М. І.. У 1922 р. агрономічний факультет був перетворений в самостійний Сільськогосподарський інститут. У 1930 р. медичний факультет був перетворений в Медичний інститут. У 1931 р. на базі факультету радянського будівництва і права був створений Інститут радянського права, нині є Саратовською державною академією права. В тому ж році педагогічний факультет став Педагогічним інститутом.
У роки Другої світової війни в Саратов був евакуйований Ленінградський університет.
У 1998 р. рішенням Уряду Російської Федерації до складу СДУ були включені Саратовський і Балашовський педагогічні інститути, Коледж радіоелектроніки та політехнікум.
У структуру СДУ входять 15 факультетів. Освітній і науково-дослідний процес в університеті забезпечують 166 кафедр, в тому числі 12 базових. До складу університету входять Зональна наукова бібліотека, Поволзький регіональний центр нових інформаційних технологій, Обчислювальний центр, лабораторії, музей, видавництво й друкарня.
У СДУ реалізується безперервний цикл підготовки: довузівська підготовка — середня професійна освіта, вища професійна освіта, фундаментальна наукова освіта, підвищення кваліфікації та перепідготовка фахівців. У СДУ навчається 26342 студента (понад 600 з яких — іноземці для РФ) і 590 аспірантів. Навчання здійснюється за 82 спеціальностями вищої професійної освіти, 21 — середньої професійної освіти, 61 — аспірантури, 5 — докторантури, 28 напрямками бакалаврату та 13 напрямами магістратури, 15 програмами додаткової професійної освіти, 26 — професійної підготовки. У СДУ працює 1704 викладачі та наукові співробітники, в тому числі 239 докторів наук і 879 кандидатів наук. Серед провідних професорів університету — 8 заслужених діячів науки РФ, 1 член-кореспондент РАН. В університеті багато десятиліть успішно функціонує аспірантура і докторантура, діють 15 докторських дисертаційних рад по 37 наукових спеціальностей.
З 2002 року СДУ бере участь в чемпіонаті світу з програмування «ACM ICPC». У 2013 р. на рахунку університету 5 срібних медалей, дві золоті медалі, титул чемпіонів Європи 2002 року і титул чемпіонів світу 2006 року.
У 2010 р. СДУ став національним дослідницьким університетом РФ.
СДУ входить в двадцятку найкращих вишів РФ (у 2011 році зайняв 13-14 місце).

## Факультети
- Біологічний факультет
- Географічний факультет
- Геологічний факультет
- Механіко-математичний факультет
- Соціологічний факультет
- Факультет іноземних мов та лінгводидактики
- Факультет комп'ютерних наук та інформаційних технологій
- Факультет нано- і біомедичних технологій
- Факультет нелінійних процесів
- Факультет психолого-педагогічної та спеціальної освіти
- Факультет психології
- Фізичний факультет
- Філософський факультет
- Економічний факультет
- Юридичний факультет

## Інститути університету
- Балашовський інститут
- Інститут археології та культурної спадщини
- Інститут додаткової професійної освіти
- Інститут мистецтв
- Інститут історії та міжнародних відносин (колишній історичний факультет)
- Інститут ризиків
- Інститут фізичної культури та спорту
- Інститут філології та журналістики (колишній факультет філології та журналістики)
- Інститут філології та журналістики
- Інститут хімії (колишній хімічний факультет)
- Міжрегіональний інститут суспільних наук
- Науково-дослідний інститут природничих наук
- Науково-дослідний інститут механіки і фізики
- Науково-дослідний інститут суспільствознавства
- Науково-освітній інститут оптики і біофотоніки
- Освітньо-науковий інститут наноструктур і біосистем
- Об'єднаний інститут мікро- і наноелектроніки
- Інститут електронного та дистанційного навчання

### Педагогічний інститут СДУ
Включений до складу СДУ в 1997 році з шістьма факультетами:
- російської словесності;
- педагогіки, психології та початкової освіти;
- іноземних мов;
- мистецтв і художньої освіти;
- корекційної педагогіки та спеціальної психології;
- фізичного виховання.

У 2011 р. педагогічний інститут як структурний підрозділ університету перестав існувати, а факультети реорганізовані.

### Балашовський інститут СДУ
Включає наступні факультети в м. Балашов:
- математики, економіки та інформатики;
- філологічний;
- біології та екології;
- іноземних мов;
- психології;
- соціальної роботи;
- фізичної культури і безпеки життєдіяльності;
- педагогічний.

### Коледж радіоелектроніки імені П.М.Яблочкова
Заклад імені Яблочков П. М. включає наступні відділення:
- приладобудівне;
- радіоелектронне;
- машинобудівне.

### Коледж управління та сервісу
Спеціальності:
- Туризм
- Реклама
- Економіка і бухгалтерський облік
- Страхова справа
- Менеджмент
- Готельний сервіс
- Земельно-майнові відносини

### Геологічний коледж
Включає наступні відділення:
- економіко-правове,
- геодезичне,
- нафтове.

## Ректори університету
- 1909—1912 рр. — Розумовський Василь Іванович;
- 7 травня — 27 жовтня 1912 р. — Чуєвський Іван Опанасович;
- 1912—1913 рр. — Стадницький Микола Григорович;
- 1913—1918 рр. — Заболотнов Петро Павлович;
- 5 травня — 28 вересня 1918 р. — Арнольдов Володимир Андрійович;
- 1918—1921 рр. — Зернов Володимир Дмитрович;
- 1921—1922 рр. — Голубєв Володимир Васильович;
- 1923—1928 рр. — Миротворцев Сергій Романович;
- 1928—1932; з 1930 р. — Каценбоген Соломон Захарович;
- 1932—1935 рр. — Рамзаєв Дмитро Олександрович;
- 1935—1937 рр. — Хворостин Гавриїл Кирилович;
- серпень — жовтень 1937 р. — Голуб Василь Петрович;
- 1937—1938 рр. — Марченко Артем Романович;
- 29 квітня 1938 по 24 березня 1941 р. — Русаков Григорій Костянтинович;
- 31 березня — 7 липня 1941 р. — Лучинин Данило Іванович;
- 1941—1942 рр. — Артисевич Віра Олександрівна;
- 1942—1944 рр. — Вознесенський Олександр Олексійович;
- 1944—1946 рр. — Усов Микола Іванович;
- 1946—1950 рр. — Голубков Петро Васильович;
- 1950 р. — Пономарьов Олександр Олександрович;
- 1950—1965 рр. — Мерцлін Роман Вікторович;
- 1965—1969 рр. — Лебедєв Валентин Григорович;
- 1969—1970 рр. — Бугаєнко Павло Андрійович;
- 1970—1977 рр. — Шевчик Володимир Миколайович;
- 1977—1994 рр. — Богомолов Анатолій Михайлович;
- 1994—2003 рр. — Трубецков Дмитро Іванович;
- 2003—2013 рр. — Косович Леонід Юрійович;
- від 2013 р. — Чумаченко Олексій Миколайович.

## Викладачі
- Касаткіна Віра Іванівна  — економіст
- Кац Марк Львович(1906—1990) — радянський фізик. Доктор фізико-математичних наук (1961), професор (1963). З 1946 року був завідувачем кафедри оптики Саратовського університету.

## Бібліотека СДУ
- Саратовська зональна наукова бібліотека імені В. О. Артисевич
- Бібліотека Балашовского інституту (філії)
- Навчальна бібліотека коледжу радіоелектроніки ім. П. М. Яблочкова
- Навчальна бібліотека геологічного коледжу

## Відзнаки
Університет нагороджений радянським орденом Трудового Червоного Прапора.

## Галерея

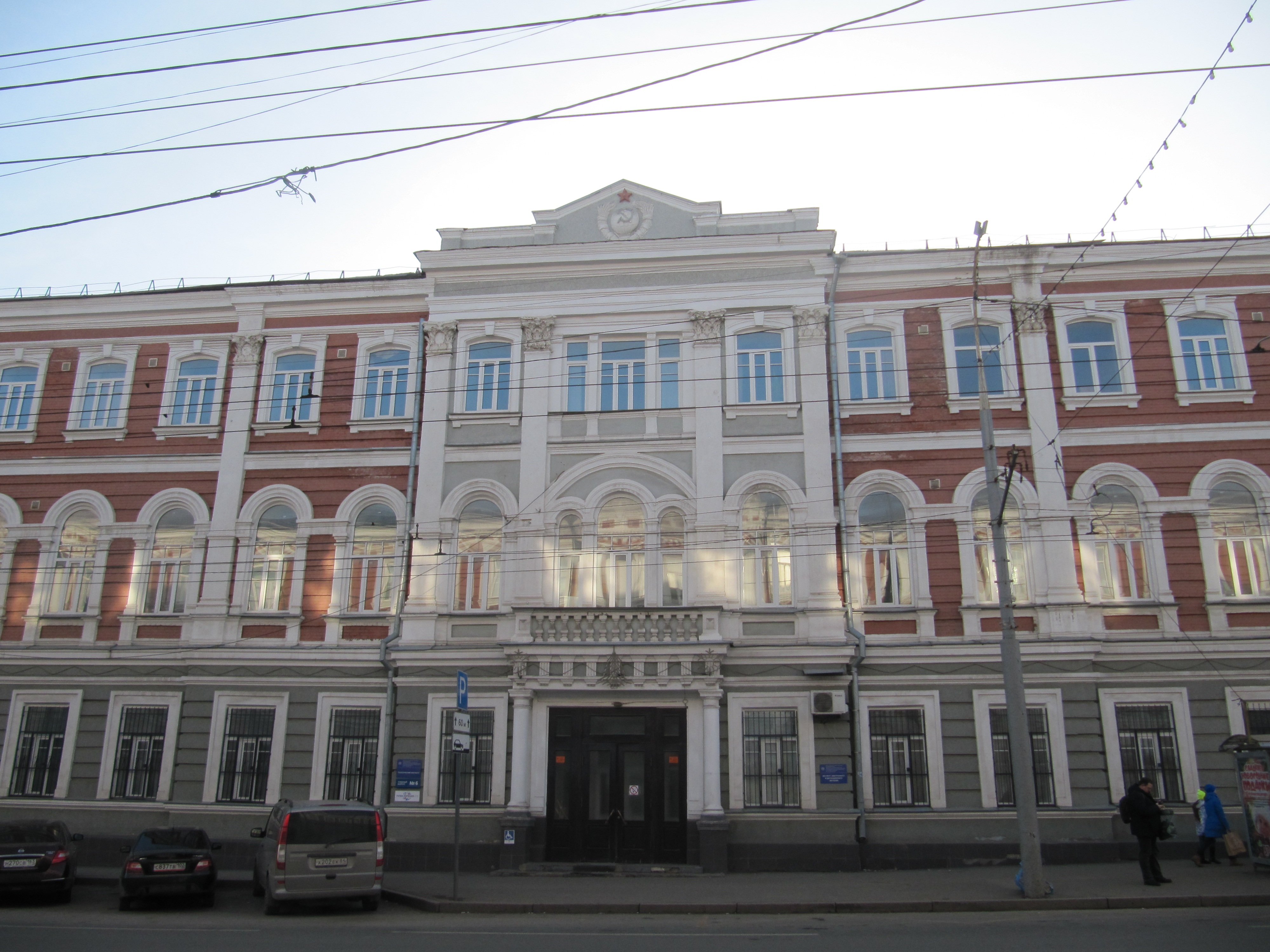
VI корпус (вул. Московська 161)
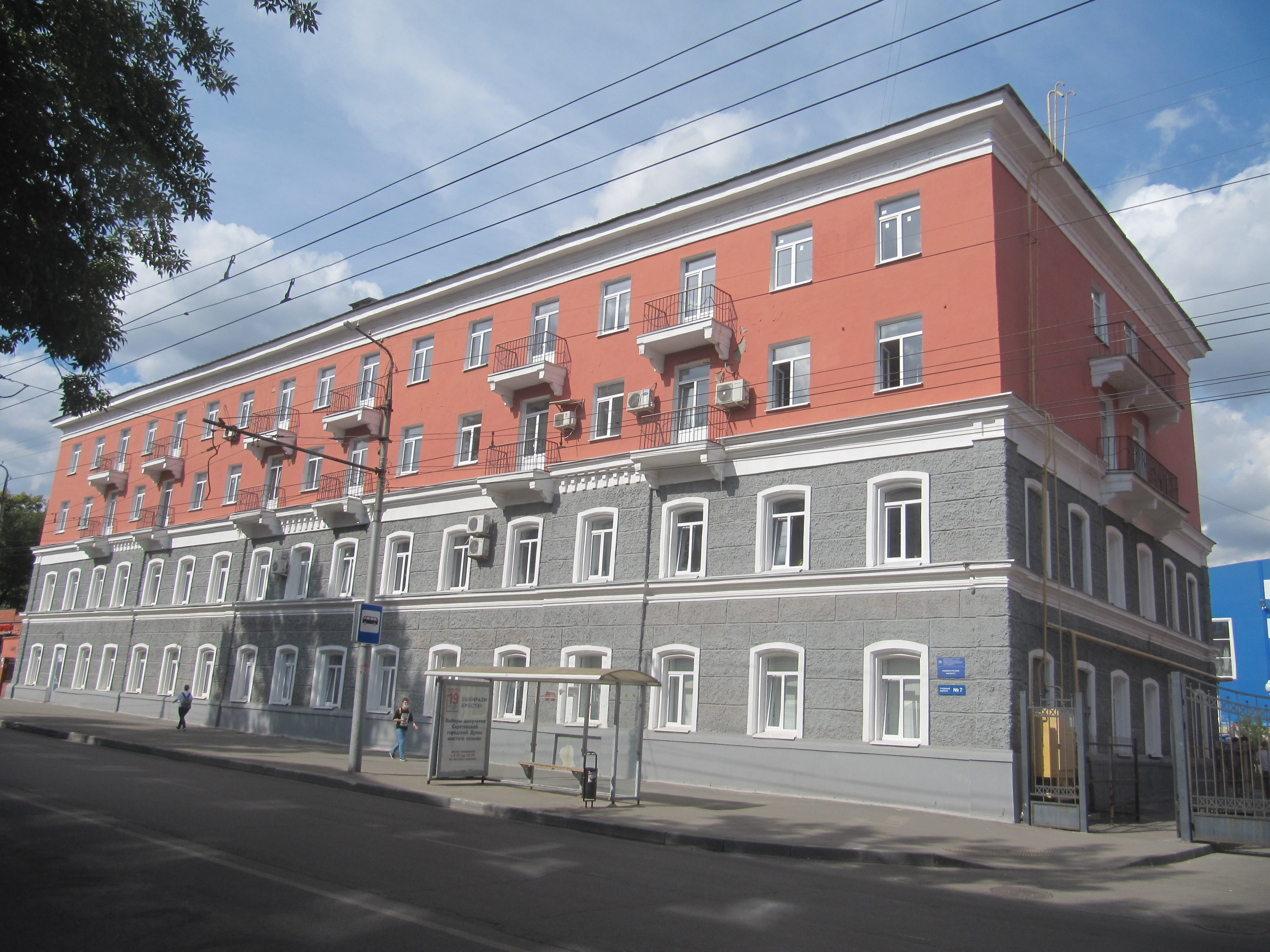
VII корпус (вул. Велика Козача 120)